# Pintada comuna
|  | Aquest article tracta sobre l'au. Si cerqueu una altra pintada prou comuna, vegeu «Scyliorhinus canicula». |

La pintada comuna o  gallina de Guinea, gallina de faraó i faraona (Mallorca), gallina morisca (Menorca), corriola (Menorca) (Numida meleagris) és una espècie d'ocell i únic membre del gènere Numida Linnaeus, 1764. La resta d'espècies de la família dels numídids també reben el nom de pintades.

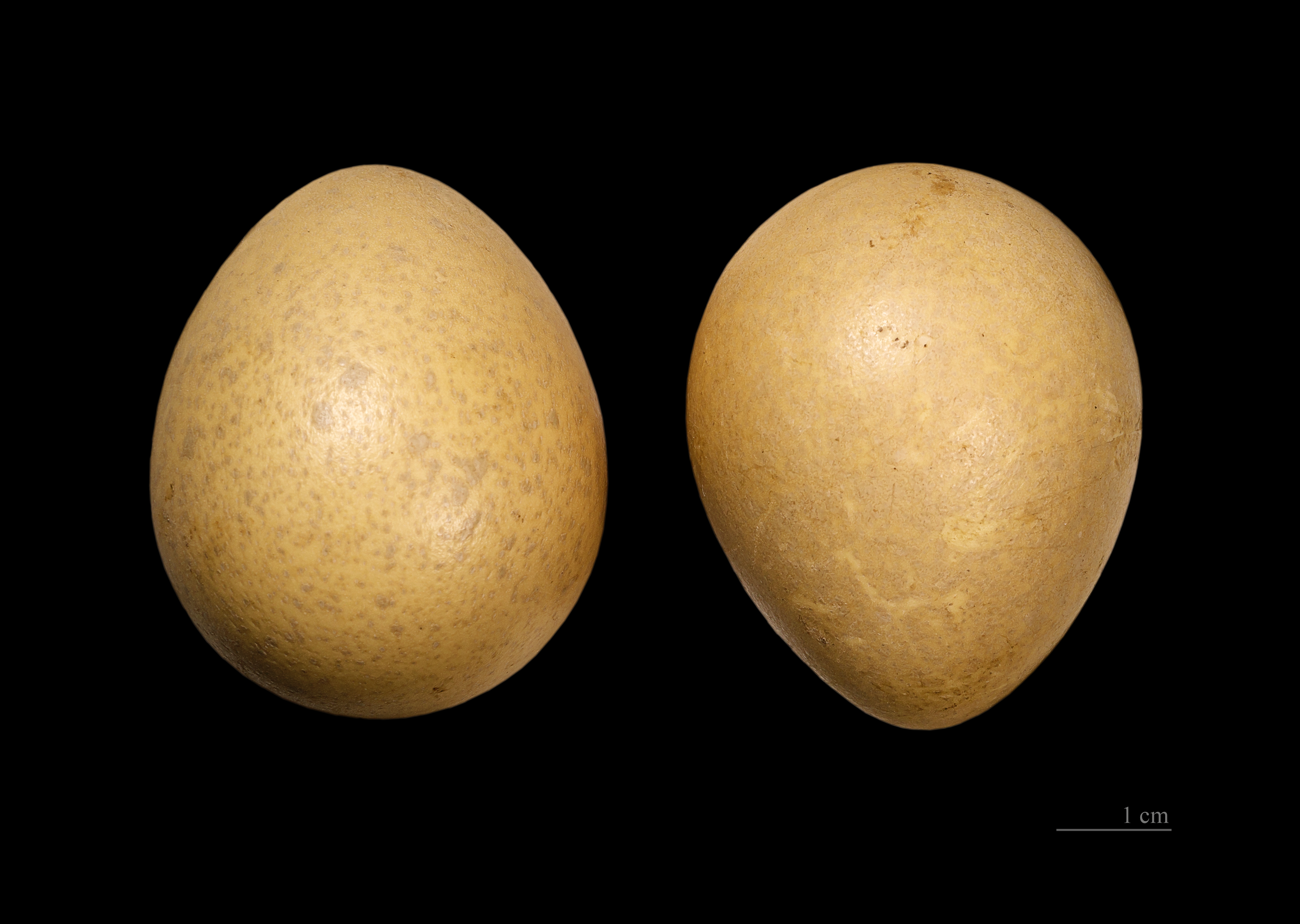
Numida meleagris

És originària de l'Àfrica subsahariana (Etiòpia, Sudan, etc.), però ha estat introduïda a les Antilles i al sud de França.
Fa uns 60 cm. Té el cap petit i, com el coll, és sense plomes. El plomatge és negre amb taques blanques. És una espècie gregària que viu en grups d'uns 25 individus i s'alimenta amb herbes i insectes.
També és objecte de cria en avicultura, ja que la carn de la pintada és molt apreciada.